# Kozarac, Bosna in Hercegovina
Kozarac je naselje na severozahodu Bosne in Hercegovine.

## Zemljepis
Kozarac leži na področju Bosanske Krajine, okoli 40 kilometrov severozahodno od Banja Luke in 9 kilometrov vzhodno od Prijedora. Naselje leži ob vznožju hriba Kozare, katerega območje je zavarovano kot Narodni park Kozara, eden od štirih narodnih parkov v državi.
V kraju stojita grad iz 18. stoletja in spominsko znamenje 1226 prebivalcem, ubitim v vojni v Bosni in Hercegovini. Skozi Kozarac poteka magistralna cesta M4.

## Zgodovina
Kozarac se v pisnih virih prvič omenja leta 1334 pod imenom Kozara (Cazara, Kotzura). Leta 1360 je postal svobodno kraljevsko mesto. Bil je središče Sanske župe, s katero so v 14. in 15. stoletju izmenično gospodarili bosanski in ogrski kralji. Leta 1518 je področje postalo del Osmanskega cesarstva. Pod osmansko vladavino, ki je s prekinitvami trajala 360 let, je mesto doživelo največji razvoj. V letih od 1687 do 1835 je bilo središče kapetanije, upravne podenote Bosanskega pašaluka. Sredi 19. stoletja je s selitvijo oblasti v Prijedor Kozarac začel izgubljati pomen. Po berlinskem kongresu 1878 je Bosna in Hercegovina prišla pod avstro-ogrsko upravo.
Maja 1992 sta Kozarac obkolili Jugoslovanska ljudska armada in Vojska Republike Srbske, in 24. maja je bilo mesto napadeno. Po tridnevnem obleganju je bilo naselje zavzeto in preživelo prebivalstvo poslano v okoliška koncentracijska taborišča Omarska, Keraterm in Trnopolje. Po ocenah preživelih naj bi bilo v vojni ubitih do 2000 prebivalcev.

## Prebivalstvo
Ob popisu leta 1991 je v Kozarcu živelo 4045 prebivalcev, večinoma Bošnjakov (92,5 %). Med vojno v Bosni in Hercegovini je bilo nesrbsko prebivalstvo pregnano, vendar se je po koncu vojne v veliki meri vrnilo. Po podatkih popisa 2013 je imel Kozarac 4397 prebivalcev, od tega 97,9 % Bošnjakov.